# Hines Creek
Hines Creek es un pueblo canadiense situado en la provincia de Alberta.

## Superficie
Hines Creek tiene una superficie de 4,88 km².

## Demografía
En 2021, tenía 335 habitantes, una densidad poblacional de 68,7 hab./km², y 184 viviendas.